# ミュージックバード
株式会社ミュージックバード（英: Music Bird Co.,Ltd.）は、東京都千代田区に本社をおく、コミュニティ放送局向け番組配給等を行う企業。エフエム東京の子会社である。

## 概要
株式会社エフエム東京が議決権の50%未満を所有する連結子会社である。この業態では唯一の日本民間放送連盟会員であるが、受信契約が必要であることからジャパンコンソーシアムに加入していない。対照的にWOWOWは、FIFAワールドカップの中継時間帯を無料化してジャパンコンソーシアムに加入している。
1986年5月28日に日本衛星音楽ネットワーク企画株式会社（にほんえいせいおんがくネットワークきかく）として設立され、1989年6月に現社名へ変更した。
1992年8月3日にCS-PCM音声放送を開始した。
2000年12月1日に、BSデジタルラジオに委託放送事業者として参入し、「BS BIRD」（ビーエスバード）として放送を開始した。しかし、新たに開始するCSデジタル音声放送の「SPACE DiVA」（スペースディーバ）に経営資源を集中するため、2004年11月30日にBSデジタル音声放送「BS BIRD」を終了した。
2005年4月4日から、CSデジタル音声放送の「SPACE DiVA」の放送を開始し、2011年7月には24ビット放送を開始したが、他方、年毎に収益減少が続き、CS-PCM用チューナーも暗号用チップの生産終了のため生産できず、さらに暗号化を委託した財団法人放送セキュリティーセンターが業務を終了するため、2011年7月31日にCS-PCM音声放送から撤退した。
2023年1月31日に2024年2月末でのキャンシステムとの業務提携解消を発表し、2024年2月29日にSPACE DiVAのサービスを終了。2024年3月31日に公式サイトから個人会員向けコンテンツが削除され、コミュニティFM向けサービスへ特化した内容に一本化された。

## 資本構成
企業・団体は当時の名称。出典：

### 2020年6月30日
| 資本金 | 発行済株式総数 | 株主数 |
| ------ | -------------- | ------ |
| 1億円  | 47,078株       | 114    |

| 株主                         | 株式数   | 比率   |
| ---------------------------- | -------- | ------ |
| エフエム東京                 | 22,907株 | 48.65% |
| 日本電気                     | 02,701株 | 05.73% |
| 電通                         | 02,615株 | 05.55% |
| 博報堂DYメディアパートナーズ | 02,615株 | 05.55% |
| スマートエンジニアリング     | 02,520株 | 05.35% |
| 鈴鹿コミュニティー           | 02,519株 | 05.35% |

### 過去の資本構成
| 資本金       | 授権資本 | 1株   | 発行済株式総数 | 株主数 |
| ------------ | -------- | ----- | -------------- | ------ |
| 12億8000万円 | 50億円   | 5万円 | 25,600株       | 22     |

| 株主         | 株式数  | 比率   |
| ------------ | ------- | ------ |
| エフエム東京 | 2,560株 | 10.00% |
| 電通         | 2,560株 | 10.00% |
| 博報堂       | 2,560株 | 10.00% |
| トヨタ自動車 | 2,400株 | 09.37% |
| 日本電気     | 2,400株 | 09.37% |
| 伊藤忠商事   | 1,800株 | 07.03% |
| 三井物産     | 1,800株 | 07.03% |
| エフエム大阪 | 1,720株 | 06.71% |
| エフエム愛知 | 1,200株 | 04.68% |
| ヤマハ       | 1,200株 | 04.68% |

| 資本金       | 発行済株式総数 | 株主数 |
| ------------ | -------------- | ------ |
| 23億5390万円 | 47,078株       | 140    |

| 株主                | 株式数   | 比率   |
| ------------------- | -------- | ------ |
| エフエム東京        | 21,660株 | 46.00% |
| トヨタ自動車        | 05,039株 | 10.70% |
| 日本電気            | 02,701株 | 05.73% |
| 電通                | 02,615株 | 05.55% |
| 博報堂              | 02,615株 | 05.55% |
| NIFベンチャーズ     | 01,054株 | 02.23% |
| 学校法人東海大学    | 01,023株 | 02.17% |
| エイベックス        | 01,000株 | 02.12% |
| TFMインタラクティブ | 01,000株 | 02.12% |

## 沿革
- 1986年（昭和61年）5月28日 - 日本衛星音楽ネットワーク企画株式会社として設立。
- 1989年（平成元年）6月 - 株式会社ミュージックバードに商号変更。
- 1991年（平成3年）2月19日 - 放送免許を取得。
- 1992年（平成4年）8月3日 - 委託放送事業者としてCS-PCM音声放送を開始。
- 1995年（平成7年）7月1日 - 株式会社サテライトミュージックを合併。
- 1996年（平成8年）10月1日 - 株式会社ジパング・アンド・スカイコミュニケーションズを合併。
- 2000年（平成12年）12月1日 - BSデジタルラジオ放送を開始。
- 2002年（平成14年）6月1日 - CS-PCM音声放送を衛星役務利用放送事業に移行。
- 2004年（平成16年）11月30日 - BSデジタルラジオ放送から撤退。
- 2005年（平成17年）4月4日 - CSデジタルラジオ放送「SPACE DiVA」を衛星役務利用放送事業として開始。
- 2011年（平成23年）7月31日 - CS-PCM音声放送を停止および終了。
- 2024年（令和6年）2月29日 - 「SPACE DiVA」放送終了。コミュニティFM向け事業に特化する。

## SPACE DiVA
2005年4月に衛星役務利用放送として、MP2、サンプリング周波数48kHz、位相偏移変調、ビットレート64kbps - 256kbpsで、DVBに準拠する約150チャンネルの衛星放送を開始した。キャンシステムと共同で運営していた。
また、コミュニティ放送局のなかには後述する127chのCOMMUNITYだけでなく、以下のチャンネルの一部を活用して番組編成を組んでいる局もあった。ケーブルテレビ局のなかにも以下のチャンネルの一部を再送信している局もあった。
前述通り、2024年2月29日をもって配信を終了した。これはキャンシステムとの業務提携解消により、単独での「SPACE DiVA」音楽放送サービスの継続を断念せざるを得ないと判断されたため。後述のfor Community FMは継続し、以下のチャンネルを組み合わせている局へもエフエムむさしのなどの一部の局でfor Community FMへの切替が行われている。

### 主なチャンネル
- 103ch : Cool Lounge〜The TERASHIMA JAZZ〜 - ピアノ・トリオ等のモダン・ジャズを中心のジャズ専門チャンネル
- 107ch : Best Voices - ジャズ、ポップス、クラシカル・ヒーリングの珠玉の名ボーカル曲のジャズ/ポップス専門チャンネル
- 108ch : J-HITS - 24時間、最新J-POPのヒット曲を中心にオンエア
- 109ch : J-POP REFRAIN - 70年代〜90年代の日本のポップスをオンエア
- 111ch : GAIA VOICE - 現地でサンプリングした自然音とアコースティックサウンドをミクスチャーしたヒーリングチャンネル
- 116ch : EASY LISTENING - スタンダード・ナンバーや映画音楽のストリングス・アレンジのBGM専門チャンネル
- 117ch : KLASSE【Premium】- 室内楽、ソロ楽曲、管弦楽曲のクラシック専門チャンネル
- 118ch : CLASSIC GARDEN【Premium】- クラシックの有名曲・人気曲のクラシック専門チャンネル
- 121ch : THE CLASSIC【Premium】- 国内外ライヴ、新譜紹介のクラシック専門チャンネル
- 122ch : THE JAZZ【Premium】- 新譜、名盤、高音質盤、レア盤、ライヴ、トーク番組などのジャズ専門チャンネル
- 123ch : THE 青春歌謡【Premium】- フォーク＆ニューミュージック、アイドル歌謡などの演歌/歌謡曲専門チャンネル
- 124ch : THE AUDIО【Premium】- いい音と情報を集めたオーディオ・ファンのためのリファレンス・チャンネル
- 125ch : TOKYO FM - TOKYO FM（CM時はフィラー）のサイマル放送
- 126ch : SUPER LEGEND【Premium】- 音楽史上に燦然と輝くロック/ポップスのアーティストの名曲・名盤チャンネル
- （127ch : COMMUNITY） - 後述。
- 201ch : 週間J-POPチャート - 全国有線音楽放送協会調べのJ-POP最新ヒットチャート
- 222ch : Super FM Station - エフエム世田谷（COMMUNITYの一部番組を聴取可能）など
- 345ch : VOA - アメリカのラジオ局
- 347ch : RFI - フランスのラジオ局
- 348ch : ラジオNIKKEI第1
- 349ch : ラジオNIKKEI第2

....etc

### 主な番組名
- WORLD LIVE SELECTION（ウィーン・フィル定期演奏会・サイトウキネンフェスティバル松本・ザルツブルク音楽祭など）（121ch）
- ニューディスクナビ（121ch）
- TOKYO FMアーカイヴズ（『音楽の繪本』『音楽萬華鏡』などTOKYO FMの過去の番組のセレクション）（121ch）
- これだ!オーディオ術（122ch）
- ジャズ喫茶「MUSIC BIRD」（旧PCMジャズ喫茶）（122ch）
- アスペクト・イン・ジャズ（122ch）
- 歌謡ルネサンス（123ch）
- KAYO-ENKAニューリリース（123ch）
- 大橋慎の真空管・オーディオ大放談（124ch）
- オーディオ実験工房（124ch）
- オーディオって音楽だ!（124ch）
- ザ・サウンド・イン・マイ・ライフ（124ch）
- アナログ・サウンド大爆発!〜オレの音ミゾをほじっておくれ（124ch）
- ハイレゾ新譜 by e-onkyo music（124ch）

### 主な出演者
- 山崎浩太郎
- 寺島靖国

## MUSIC BIRD for COMMUNITY
各地のコミュニティ放送局に供給することを主目的としている番組群である。2011年12月上旬まではSPACE DiVAの126ch「COMMUNITY」でも聴取出来たが、以降は一般向けのサービスから外された。現在は127chに移行したが、権利保護のために符号処理されており一般契約者は聴取出来ない。
番組は大半がエフエム東京の本社屋であるFMセンタービルの4階のスタジオを使用し制作されているが、一部、コミュニティ放送局が制作する番組もある（コミュニティ発 全国放送ゾーンを参照）。
ミュージックバードが制作する全ての番組は、2011年10月よりサイマルラジオで配信されてコミュニティ放送局で聴取可能になった。放送を24時間化するために、再送信局をJ-WAVEから当社に切り替えた局もある。2012年5月より開始されたJCBAインターネットサイマルラジオ経由などでも聴取可能である。このため、コミュニティ放送局のサイマルラジオを通じて本チャンネルの番組を聴取しているリスナーも多い。
2020年10月より、JCBAサイマル専用のスマートフォンアプリ『Radimo（レディモ）』がリリースされた。ラジオの聴取をしながらリクエストやメッセージを容易に投稿可能なメッセージ投稿機能や災害や防犯などの情報をプッシュ通知によって受信する防災通知機能を備えている。『Radimo』に参加しているコミュニティFM局であれば全国どこからでも参加局全ての聴取が可能である。
番組改編は年に4回（1月、4月、7月、10月）実施されている。
配信が始まった当初のアーカイブによれば、トーク番組を中心とした総合エンタテイメントチャンネルを標榜していた。

### 番組構成手法
各番組では放送終了時刻の90秒前に番組本編を終え、エンディング曲をステーションブレイクへ差し替えが可能なように編成されている。
一部を除く1時間番組には毎時30分の90秒前に中CM枠が設けられており、2時間を超えるワイド番組には中CM枠に加えて毎時00分の90秒前にステーションブレイク枠も設けられているほか、各コミュニティ放送局の番組編成による途中飛び降りや途中飛び乗りに配慮し、本編途中（前半終了時・後半開始時など）にパーソナリティによる短いメッセージが設けられている。中CM枠やステーションブレイク枠はスポットCMなどに、一部の時間帯を除く毎時55分に放送されるShort Programはニュース・天気予報・交通情報などにそれぞれ差し替えが可能となっているが、コミュニティ放送局によっては一部または全ての枠の差し替えを行わずにそのまま放送されている。2020年代からは時間帯により中CM枠などでミュージックバードによるCM挿入が開始された。一部の局ではこのCMの途中でローカルCMをかぶせた編成が常態化していた局もあり、一時期配信を打ち切られていた。
生放送以外の収録番組（完パケ番組）については「番組配信専用サーバー」を通じての配信が可能で、衛星での配信放送時間帯以降であれば、各コミュニティ放送局が任意の放送時間に編成することが可能となっている。
2019年9月までは月曜 3:00 - 5:00をメンテナンス等による放送休止の時間帯に充てられ、また月曜 3:00と4:59からはそれぞれ簡単なオープニングとクロージングが放送されていた。放送局によってはこれらがそのまま放送されていたが、同年10月からは番組の時間枠移動に伴い、放送休止の時間帯が廃止された。

### タイムテーブル（2025年7月）
7月からのタイムテーブルを参照。【L】は生放送番組。
バックグラウンドに色がついているものは各地のコミュニティFM局が制作する番組。

#### Weekday
|          | 月曜日                         | 月曜日 | 火曜日 | 火曜日 | 水曜日 | 水曜日 | 木曜日 | 木曜日 | 金曜日                                                         | 金曜日                                                                                                |
| 05       | 05:00 - 05:55                  | Morning Stream（邦楽 1970 - 80年代）                                                                                  | Morning Stream（邦楽 1970 - 80年代）                                                                                  | Morning Stream（邦楽 1970 - 80年代）                                                                                  | Morning Stream（邦楽 1970 - 80年代）                                                                                  | Morning Stream（邦楽 1970 - 80年代）                                                                                  | Morning Stream（邦楽 1970 - 80年代）                                                                                  | Morning Stream（邦楽 1970 - 80年代）                                                                                  | 05:00 - 05:45                                                  | Morning Stream （邦楽 1970 - 80年代）                                                                 |
| 05       | 05:00 - 05:55                  | Morning Stream（邦楽 1970 - 80年代）                                                                                  | Morning Stream（邦楽 1970 - 80年代）                                                                                  | Morning Stream（邦楽 1970 - 80年代）                                                                                  | Morning Stream（邦楽 1970 - 80年代）                                                                                  | Morning Stream（邦楽 1970 - 80年代）                                                                                  | Morning Stream（邦楽 1970 - 80年代）                                                                                  | Morning Stream（邦楽 1970 - 80年代）                                                                                  | 05:45 - 05:55                                                  | 風雲ラジオショッピング                                                                                |
| 05       | 05:55 - 06:00                  | Weekly Recommend | Weekly Recommend | Weekly Recommend | Weekly Recommend | Weekly Recommend | Weekly Recommend | Weekly Recommend | Weekly Recommend                                               | Weekly Recommend                                                                                      |
| 06 07    | 06:00 - 07:55                  | 【L】Morning Community ▽6:55 Weekly Recommend                                                                         | 【L】Morning Community ▽6:55 Weekly Recommend                                                                         | 【L】Morning Community ▽6:55 Weekly Recommend                                                                         | 【L】Morning Community ▽6:55 Weekly Recommend                                                                         | 【L】Morning Community ▽6:55 Weekly Recommend                                                                         | 【L】Morning Community ▽6:55 Weekly Recommend                                                                         | 【L】Morning Community ▽6:55 Weekly Recommend                                                                         | 【L】Morning Community ▽6:55 Weekly Recommend                  | 【L】Morning Community ▽6:55 Weekly Recommend                                                         |
| 06 07    | 07:55 - 08:00                  | Weekly Recommend | Weekly Recommend | Weekly Recommend | Weekly Recommend | Weekly Recommend | Weekly Recommend | Weekly Recommend | Weekly Recommend                                               | Weekly Recommend                                                                                      |
| 08       | 08:00 - 08:55                  | リメンバー・ミュージック（邦楽2010年代 - 最新曲）                                                                     | リメンバー・ミュージック（邦楽2010年代 - 最新曲）                                                                     | リメンバー・ミュージック（邦楽2010年代 - 最新曲）                                                                     | リメンバー・ミュージック（邦楽2010年代 - 最新曲）                                                                     | リメンバー・ミュージック（邦楽2010年代 - 最新曲）                                                                     | リメンバー・ミュージック（邦楽2010年代 - 最新曲）                                                                     | リメンバー・ミュージック（邦楽2010年代 - 最新曲）                                                                     | リメンバー・ミュージック（邦楽2010年代 - 最新曲）              | リメンバー・ミュージック（邦楽2010年代 - 最新曲）                                                     |
| 08       | 08:55 - 09:00                  | 防災インフォメーション                                                                                                | 防災インフォメーション                                                                                                | 防災インフォメーション                                                                                                | 防災インフォメーション                                                                                                | 防災インフォメーション                                                                                                | 防災インフォメーション                                                                                                | 防災インフォメーション                                                                                                | 防災インフォメーション                                         | 防災インフォメーション                                                                                |
| 09       | 09:00 - 10:00                  | リメンバー・ミュージック（邦楽 1980 - 90年代）                                                                        | リメンバー・ミュージック（邦楽 1980 - 90年代）                                                                        | リメンバー・ミュージック（邦楽 1980 - 90年代）                                                                        | リメンバー・ミュージック（邦楽 1980 - 90年代）                                                                        | リメンバー・ミュージック（邦楽 1980 - 90年代）                                                                        | リメンバー・ミュージック（邦楽 1980 - 90年代）                                                                        | リメンバー・ミュージック（邦楽 1980 - 90年代）                                                                        | リメンバー・ミュージック（邦楽 1980 - 90年代）                 | リメンバー・ミュージック（邦楽 1980 - 90年代）                                                        |
| 10       | 10:00 - 10:55                  | リメンバー・ミュージック（邦楽1970 - 80年代）                                                                         | リメンバー・ミュージック（邦楽1970 - 80年代）                                                                         | リメンバー・ミュージック（邦楽1970 - 80年代）                                                                         | リメンバー・ミュージック（邦楽1970 - 80年代）                                                                         | リメンバー・ミュージック（邦楽1970 - 80年代）                                                                         | リメンバー・ミュージック（邦楽1970 - 80年代）                                                                         | リメンバー・ミュージック（邦楽1970 - 80年代）                                                                         | リメンバー・ミュージック（邦楽1970 - 80年代）                  | リメンバー・ミュージック（邦楽1970 - 80年代）                                                         |
| 10       | 10:55 - 11:00                  | 防災インフォメーション                                                                                                | 防災インフォメーション                                                                                                | 防災インフォメーション                                                                                                | 防災インフォメーション                                                                                                | 防災インフォメーション                                                                                                | 防災インフォメーション                                                                                                | 防災インフォメーション                                                                                                | 防災インフォメーション                                         | 防災インフォメーション                                                                                |
| 11       | 11:00 - 12:00                  | リメンバー・ミュージック（洋楽 1970 - 80年代）                                                                        | リメンバー・ミュージック（洋楽 1970 - 80年代）                                                                        | リメンバー・ミュージック（洋楽 1970 - 80年代）                                                                        | リメンバー・ミュージック（洋楽 1970 - 80年代）                                                                        | リメンバー・ミュージック（洋楽 1970 - 80年代）                                                                        | リメンバー・ミュージック（洋楽 1970 - 80年代）                                                                        | リメンバー・ミュージック（洋楽 1970 - 80年代）                                                                        | リメンバー・ミュージック（洋楽 1970 - 80年代）                 | リメンバー・ミュージック（洋楽 1970 - 80年代）                                                        |
| 12       | 12:00 - 12:55                  | リメンバー・ミュージック（邦楽 1990年代）                                                                             | リメンバー・ミュージック（邦楽 1990年代）                                                                             | リメンバー・ミュージック（邦楽 1990年代）                                                                             | リメンバー・ミュージック（邦楽 1990年代）                                                                             | リメンバー・ミュージック（邦楽 1990年代）                                                                             | リメンバー・ミュージック（邦楽 1990年代）                                                                             | リメンバー・ミュージック（邦楽 1990年代）                                                                             | リメンバー・ミュージック（邦楽 1990年代）                      | リメンバー・ミュージック（邦楽 1990年代）                                                             |
| 12       | 12:55 - 13:00                  | 防災インフォメーション                                                                                                | 防災インフォメーション                                                                                                | 防災インフォメーション                                                                                                | 防災インフォメーション                                                                                                | 防災インフォメーション                                                                                                | 防災インフォメーション                                                                                                | 防災インフォメーション                                                                                                | 防災インフォメーション                                         | 防災インフォメーション                                                                                |
| 13       | 13:00 - 14:00                  | リメンバー・ミュージック（洋楽 1990 - 2000年代）                                                                      | リメンバー・ミュージック（洋楽 1990 - 2000年代）                                                                      | リメンバー・ミュージック（洋楽 1990 - 2000年代）                                                                      | リメンバー・ミュージック（洋楽 1990 - 2000年代）                                                                      | リメンバー・ミュージック（洋楽 1990 - 2000年代）                                                                      | リメンバー・ミュージック（洋楽 1990 - 2000年代）                                                                      | リメンバー・ミュージック（洋楽 1990 - 2000年代）                                                                      | リメンバー・ミュージック（洋楽 1990 - 2000年代）               | リメンバー・ミュージック（洋楽 1990 - 2000年代）                                                      |
| 14       | 14:00 - 14:55                  | リメンバー・ミュージック（邦楽 2000年代）                                                                             | リメンバー・ミュージック（邦楽 2000年代）                                                                             | リメンバー・ミュージック（邦楽 2000年代）                                                                             | リメンバー・ミュージック（邦楽 2000年代）                                                                             | リメンバー・ミュージック（邦楽 2000年代）                                                                             | リメンバー・ミュージック（邦楽 2000年代）                                                                             | リメンバー・ミュージック（邦楽 2000年代）                                                                             | 14:00 - 16:00                                                  | 【L】@FRIDAY! ▽14:55 Weekly Recommend ▽15:25 快適生活ラジオショッピング ▽15:55 防災インフォメーション |
| 14       | 14:55 - 15:00                  | Weekly Recommend | Weekly Recommend | Weekly Recommend | Weekly Recommend | Weekly Recommend | Weekly Recommend | Weekly Recommend | 14:00 - 16:00                                                  | 【L】@FRIDAY! ▽14:55 Weekly Recommend ▽15:25 快適生活ラジオショッピング ▽15:55 防災インフォメーション |
| 15       | 15:00 - 16:55                  | 【L】アフタヌーン・パラダイス ▽15:25 快適生活ラジオショッピング ▽15:55 防災インフォメーション ▽16:25 Weekly Recommend | 【L】アフタヌーン・パラダイス ▽15:25 快適生活ラジオショッピング ▽15:55 防災インフォメーション ▽16:25 Weekly Recommend | 【L】アフタヌーン・パラダイス ▽15:25 快適生活ラジオショッピング ▽15:55 防災インフォメーション ▽16:25 Weekly Recommend | 【L】アフタヌーン・パラダイス ▽15:25 快適生活ラジオショッピング ▽15:55 防災インフォメーション ▽16:25 Weekly Recommend | 【L】アフタヌーン・パラダイス ▽15:25 快適生活ラジオショッピング ▽15:55 防災インフォメーション ▽16:25 Weekly Recommend | 【L】アフタヌーン・パラダイス ▽15:25 快適生活ラジオショッピング ▽15:55 防災インフォメーション ▽16:25 Weekly Recommend | 【L】アフタヌーン・パラダイス ▽15:25 快適生活ラジオショッピング ▽15:55 防災インフォメーション ▽16:25 Weekly Recommend | 14:00 - 16:00                                                  | 【L】@FRIDAY! ▽14:55 Weekly Recommend ▽15:25 快適生活ラジオショッピング ▽15:55 防災インフォメーション |
| 16       | 15:00 - 16:55                  | 【L】アフタヌーン・パラダイス ▽15:25 快適生活ラジオショッピング ▽15:55 防災インフォメーション ▽16:25 Weekly Recommend | 【L】アフタヌーン・パラダイス ▽15:25 快適生活ラジオショッピング ▽15:55 防災インフォメーション ▽16:25 Weekly Recommend | 【L】アフタヌーン・パラダイス ▽15:25 快適生活ラジオショッピング ▽15:55 防災インフォメーション ▽16:25 Weekly Recommend | 【L】アフタヌーン・パラダイス ▽15:25 快適生活ラジオショッピング ▽15:55 防災インフォメーション ▽16:25 Weekly Recommend | 【L】アフタヌーン・パラダイス ▽15:25 快適生活ラジオショッピング ▽15:55 防災インフォメーション ▽16:25 Weekly Recommend | 【L】アフタヌーン・パラダイス ▽15:25 快適生活ラジオショッピング ▽15:55 防災インフォメーション ▽16:25 Weekly Recommend | 【L】アフタヌーン・パラダイス ▽15:25 快適生活ラジオショッピング ▽15:55 防災インフォメーション ▽16:25 Weekly Recommend | 16:00 - 16:55                                                  | 【L】Weekly GOLF Review ～NO GOLF! NO LIFE!～                                                         |
| 16       | 16:55 - 17:00                  | 防災インフォメーション                                                                                                | 防災インフォメーション                                                                                                | 防災インフォメーション                                                                                                | 防災インフォメーション                                                                                                | 防災インフォメーション                                                                                                | 防災インフォメーション                                                                                                | 防災インフォメーション                                                                                                | 防災インフォメーション                                         | 防災インフォメーション                                                                                |
| 17       | 17:00 - 17:55                  | リメンバー・ミュージック（邦楽 1970 - 80年代）                                                                        | リメンバー・ミュージック（邦楽 1970 - 80年代）                                                                        | リメンバー・ミュージック（邦楽 1970 - 80年代）                                                                        | リメンバー・ミュージック（邦楽 1970 - 80年代）                                                                        | リメンバー・ミュージック（邦楽 1970 - 80年代）                                                                        | リメンバー・ミュージック（邦楽 1970 - 80年代）                                                                        | リメンバー・ミュージック（邦楽 1970 - 80年代）                                                                        | リメンバー・ミュージック（邦楽 1970 - 80年代）                 | リメンバー・ミュージック（邦楽 1970 - 80年代）                                                        |
| 17       | 17:00 - 17:55                  | Weekly Recommend | Weekly Recommend | Weekly Recommend | Weekly Recommend | Weekly Recommend | Weekly Recommend | Weekly Recommend | Weekly Recommend                                               | Weekly Recommend                                                                                      |
| 18       | 18:00 - 18:30                  | リメンバー・ミュージック（邦楽 1980 - 90年代）                                                                        | リメンバー・ミュージック（邦楽 1980 - 90年代）                                                                        | リメンバー・ミュージック（邦楽 1980 - 90年代）                                                                        | リメンバー・ミュージック（邦楽 1980 - 90年代）                                                                        | リメンバー・ミュージック（邦楽 1980 - 90年代）                                                                        | リメンバー・ミュージック（邦楽 1980 - 90年代）                                                                        | リメンバー・ミュージック（邦楽 1980 - 90年代）                                                                        | リメンバー・ミュージック（邦楽 1980 - 90年代）                 | リメンバー・ミュージック（邦楽 1980 - 90年代）                                                        |
| 18       | 18:30 - 18:55                  | 童話のこころ〜チャイルドケア・サポート from スズカ・ヴォイスFM                                                        | 童話のこころ〜チャイルドケア・サポート from スズカ・ヴォイスFM                                                        | 童話のこころ〜チャイルドケア・サポート from スズカ・ヴォイスFM                                                        | 童話のこころ〜チャイルドケア・サポート from スズカ・ヴォイスFM                                                        | 童話のこころ〜チャイルドケア・サポート from スズカ・ヴォイスFM                                                        | 童話のこころ〜チャイルドケア・サポート from スズカ・ヴォイスFM                                                        | 童話のこころ〜チャイルドケア・サポート from スズカ・ヴォイスFM                                                        | 童話のこころ〜チャイルドケア・サポート from スズカ・ヴォイスFM | 童話のこころ〜チャイルドケア・サポート from スズカ・ヴォイスFM                                        |
| 18       | 18:55 - 19:00                  | 防災インフォメーション                                                                                                | 防災インフォメーション                                                                                                | 防災インフォメーション                                                                                                | 防災インフォメーション                                                                                                | 防災インフォメーション                                                                                                | 防災インフォメーション                                                                                                | 防災インフォメーション                                                                                                | 防災インフォメーション                                         | 防災インフォメーション                                                                                |
| 19       | 19:00 - 20:55                  | 【L】〜DAIKIのInclusive Monday!〜 『教科書では学べないこと』                                                          | 19:00 - 20:55 | 【L】ガウラジ | 19:00 - 20:55 | 【L】水萌みずのユニ×カルラジオ ～おいでなって♪みず茶屋!～                                                             | 19:00 - 20:55 | 【L】週刊Nobbyタイムズ                                                                                                | 19:00 - 20:00                                                  | DJ Nobby's Tokyo LIVE!! from さくらFM                                                                 |
| 20       | 19:00 - 20:55                  | 【L】〜DAIKIのInclusive Monday!〜 『教科書では学べないこと』                                                          | 19:00 - 20:55 | 【L】ガウラジ | 19:00 - 20:55 | 【L】水萌みずのユニ×カルラジオ ～おいでなって♪みず茶屋!～                                                             | 19:00 - 20:55 | 【L】週刊Nobbyタイムズ                                                                                                | 20:00 - 20:55                                                  | 【L】お台場レインボーステーション                                                                     |
| 20       | 20:55 - 21:00                  | Weekly Recommend | Weekly Recommend | Weekly Recommend | Weekly Recommend | Weekly Recommend | Weekly Recommend | Weekly Recommend | Weekly Recommend                                               | Weekly Recommend                                                                                      |
| 21 22 23 | 21:00 - 24:00                  | 【L】大西貴文のTHE NITE ▽23:55 Weekly Recommend                                                                       | 【L】大西貴文のTHE NITE ▽23:55 Weekly Recommend                                                                       | 【L】大西貴文のTHE NITE ▽23:55 Weekly Recommend                                                                       | 【L】大西貴文のTHE NITE ▽23:55 Weekly Recommend                                                                       | 【L】大西貴文のTHE NITE ▽23:55 Weekly Recommend                                                                       | 【L】大西貴文のTHE NITE ▽23:55 Weekly Recommend                                                                       | 【L】大西貴文のTHE NITE ▽23:55 Weekly Recommend                                                                       | 【L】大西貴文のTHE NITE ▽23:55 Weekly Recommend                | 【L】大西貴文のTHE NITE ▽23:55 Weekly Recommend                                                       |
| 24       | 24:00 - 24:30                  | K・Sスタジオ | コミュニティ発 全国放送ゾーン②                                                                                        | コミュニティ発 全国放送ゾーン②                                                                                        | コミュニティ発 全国放送ゾーン②                                                                                        | コミュニティ発 全国放送ゾーン②                                                                                        | 24:00 - 25:00 | マチノタネ | 24:00 - 25:00                                                  | Friday Night Fever☆ 円楽のシネマトーク&ミュージック                                                   |
| 24       | コミュニティ発 全国放送ゾーン② | コミュニティ発 全国放送ゾーン②                                                                                        | 24:00 - 25:00 | RADIO BOHEMIA from FMおだわら                                                                                         | 24:00 - 25:00 | コウセイラジオ 〜break through the wall〜 from ラジオ・ラヴィート                                                     | 24:00 - 25:00 | マチノタネ | 24:00 - 25:00                                                  | Friday Night Fever☆ 円楽のシネマトーク&ミュージック                                                   |
| 24       | 24:30 - 25:00                  | Beat in the Box～just the beginning～ from FM世田谷                                                                   | 24:00 - 25:00 | RADIO BOHEMIA from FMおだわら                                                                                         | 24:00 - 25:00 | コウセイラジオ 〜break through the wall〜 from ラジオ・ラヴィート                                                     | 24:00 - 25:00 | マチノタネ | 24:00 - 25:00                                                  | Friday Night Fever☆ 円楽のシネマトーク&ミュージック                                                   |
| 25       | 25:00 - 26:00                  | アニメ関門文化学園 from COME ON! FM                                                                                   | 25:00 - 25:30 | 益子直美の 怒ってはいけないラジオ from レディオ湘南                                                                   | 25:00 - 25:30 | 花*花 Style from BAN-BANラジオ                                                                                        | 25:00 - 26:00 | めんそーれ読谷 from FMよみたん                                                                                        | 25:00 - 26:00                                                  | ユメルのモナリザラウンジ                                                                              |
| 25       | 25:00 - 26:00                  | アニメ関門文化学園 from COME ON! FM                                                                                   | 25:00 - 25:30 | 徳島LSC 純夏のWaterside NOW! from B-FM791                                                                             | 25:30 - 26:00 | 上地等のWalking Talking Radio from FMいしがきサンサンラジオ                                                           | 25:00 - 26:00 | めんそーれ読谷 from FMよみたん                                                                                        | 25:00 - 26:00                                                  | ユメルのモナリザラウンジ                                                                              |
| 26       | 26:00 - 27:00                  | インディーズ・アロー from エフエムはつかいち                                                                          | 26:00 - 26:30 | ダブルグッチーのなまら同窓会 from FMいるか                                                                            | 26:00 - 27:00 | 渡辺俊美のINTER PLAY from FMおだわら                                                                                  | 26:00 - 27:00 | 今夜もととのいたい! from MID-FM                                                                                       | 26:00 - 27:00                                                  | アイパー滝沢の ホゥ!リーナイト・フィーバー from REDS WAVE                                             |
| 26       | 26:00 - 27:00                  | インディーズ・アロー from エフエムはつかいち                                                                          | 26:30 - 27:00 | きゅんです!サイエンス from ボイス・キュー                                                                             | 26:00 - 27:00 | 渡辺俊美のINTER PLAY from FMおだわら                                                                                  | 26:00 - 27:00 | 今夜もととのいたい! from MID-FM                                                                                       | 26:00 - 27:00                                                  | アイパー滝沢の ホゥ!リーナイト・フィーバー from REDS WAVE                                             |
| 27       | 27:00 - 28:00                  | JAZZ VOCALの夜 | JAZZ VOCALの夜 | JAZZ VOCALの夜 | JAZZ VOCALの夜 | JAZZ VOCALの夜 | JAZZ VOCALの夜 | JAZZ VOCALの夜 | 27:00 - 28:00                                                  | 週刊メディア通信                                                                                      |
| 28       | 28:00 - 29:00                  | slow life, slow music                                                                                                 | slow life, slow music                                                                                                 | slow life, slow music                                                                                                 | slow life, slow music                                                                                                 | slow life, slow music                                                                                                 | slow life, slow music                                                                                                 | slow life, slow music                                                                                                 | slow life, slow music                                          | slow life, slow music                                                                                 |

#### Weekend
|       | 土曜日        | 土曜日 | 日曜日                 | 日曜日 |
| 05    | 05:00 - 05:55 | 森雅紀の目覚ましラジオ                                                                                        | 05:00 - 05:30          | みすゞさんと明るいほうへ from しゅうなんFM                                                                                                 |
| 05    | 05:00 - 05:55 | 森雅紀の目覚ましラジオ                                                                                        | 05:30 - 05:55          | 目覚めの時間 ～ヨグマタ相川圭子のアセンションプリーズ                                                                                      |
| 05    | 05:55 - 06:00 | Weekly Recommend                                                                                              | Weekly Recommend       | Weekly Recommend |
| 06    | 06:00 - 06:55 | KZOO ALOHA HOTLINE "Aloha Rainbow"                                                                            | 06:00 - 06:55          | 経営軍師 岡漱一郎の絶対負けない!社長の法則 from エフエムとおかまち                                                                         |
| 06    | 06:55 - 07:00 | 防犯インフォメーション                                                                                        | 防犯インフォメーション | 防犯インフォメーション |
| 07 08 | 07:00 - 08:40 | 【L】シビルトーン♪～素敵な週末～ ▽07:55 Weekly Recommend                                                      | 07:00 - 08:40          | 【L】おはようサンデー ▽07:55 Weekly Recommend                                                                                              |
| 07 08 | 08:40 - 08:55 | イトーとスドーのモノ申し隊!                                                                                   | 08:40 - 08:55          | 小倉・IMALUの〇〇玉手箱 |
| 07 08 | 08:55 - 09:00 | Weekly Recommend                                                                                              | Weekly Recommend       | Weekly Recommend |
| 09    | 09:00 - 09:30 | アース製薬100周年記念 「忽那賢志のRhythm Medication」                                                         | 09:00 - 11:00          | 【L】グッ★モニ ▽09:45 風雲ラジオショッピング ▽09:55 防災インフォメーション ▽10:25 快適生活ラジオショッピング ▽10:55 防災インフォメーション |
| 09    | 09:30 - 09:55 | ソトコトラジオ                                                                                                | 09:00 - 11:00          | 【L】グッ★モニ ▽09:45 風雲ラジオショッピング ▽09:55 防災インフォメーション ▽10:25 快適生活ラジオショッピング ▽10:55 防災インフォメーション |
| 09    | 09:55 - 09:55 | 防災インフォメーション                                                                                        | 09:00 - 11:00          | 【L】グッ★モニ ▽09:45 風雲ラジオショッピング ▽09:55 防災インフォメーション ▽10:25 快適生活ラジオショッピング ▽10:55 防災インフォメーション |
| 10    | 10:00 - 11:40 | 【L】Brand-new Saturday ▽10:55 防災インフォメーション                                                         | 09:00 - 11:00          | 【L】グッ★モニ ▽09:45 風雲ラジオショッピング ▽09:55 防災インフォメーション ▽10:25 快適生活ラジオショッピング ▽10:55 防災インフォメーション |
| 11    | 10:00 - 11:40 | 【L】Brand-new Saturday ▽10:55 防災インフォメーション                                                         | 11:00 - 12:30          | 【L】ロコラバ-Loco Lovers- ▽11:55 Weekly Recommend                                                                                         |
| 11    | 11:40 - 11:55 | 映画の話をしよう! from FMいわき                                                                               | 11:00 - 12:30          | 【L】ロコラバ-Loco Lovers- ▽11:55 Weekly Recommend                                                                                         |
| 11    | 11:55 - 12:00 | Weekly Recommend                                                                                              | 11:00 - 12:30          | 【L】ロコラバ-Loco Lovers- ▽11:55 Weekly Recommend                                                                                         |
| 12    | 12:00 - 12:30 | ルートインホテルズ presents 『おせつときょうたのラジオにチェックイン』                                        | 11:00 - 12:30          | 【L】ロコラバ-Loco Lovers- ▽11:55 Weekly Recommend                                                                                         |
| 12    | 12:30 - 12:55 | UNFAIR RULEのひとりごと                                                                                       | 12:30 - 12:55          | メディアドゥ&トーハン Presents 本屋さんへ行こう                                                                                            |
| 12    | 12:55 - 13:00 | 防災インフォメーション                                                                                        | 防災インフォメーション | 防災インフォメーション |
| 13    | 13:00 - 15:55 | 【L】あの頃青春グラフィティ ▽13:55 Weekly Recommend ▽14:25 快適生活ラジオショッピング ▽14:55 Weekly Recommend | 13:00 - 13:55          | Welcome to SHOUGI World 駒テラスへようこそ                                                                                                 |
| 13    | 13:00 - 15:55 | 【L】あの頃青春グラフィティ ▽13:55 Weekly Recommend ▽14:25 快適生活ラジオショッピング ▽14:55 Weekly Recommend | 13:55 - 14:00          | Weekly Recommend |
| 14    | 13:00 - 15:55 | 【L】あの頃青春グラフィティ ▽13:55 Weekly Recommend ▽14:25 快適生活ラジオショッピング ▽14:55 Weekly Recommend | 14:00 - 14:55          | フェーズフリーでサスティナブル 「みんなのサンデー防災」                                                                                    |
| 14    | 13:00 - 15:55 | 【L】あの頃青春グラフィティ ▽13:55 Weekly Recommend ▽14:25 快適生活ラジオショッピング ▽14:55 Weekly Recommend | 14:55 - 15:00          | Weekly Recommend |
| 15    | 13:00 - 15:55 | 【L】あの頃青春グラフィティ ▽13:55 Weekly Recommend ▽14:25 快適生活ラジオショッピング ▽14:55 Weekly Recommend | 15:00 - 15:55          | デジタル建設ジャーナル |
| 15    | 15:55 - 16:00 | 防災インフォメーション                                                                                        | 防災インフォメーション | 防災インフォメーション |
| 16    | 16:00 - 16:55 | 【L】SATURDAY SUPER LEGEND                                                                                    | 16:00 - 17:55          | JP TOP20 ▽16:55 Weekly Recommend |
| 16    | 16:55 - 17:00 | Weekly Recommend                                                                                              | 16:00 - 17:55          | JP TOP20 ▽16:55 Weekly Recommend |
| 17    | 17:00 - 17:30 | アロ～ハ!!大崎潔のがんばれハワイ                                                                              | 16:00 - 17:55          | JP TOP20 ▽16:55 Weekly Recommend |
| 17    | 17:30 - 17:55 | 森本ケンタのRadio espresso from 東広島FM                                                                      | 16:00 - 17:55          | JP TOP20 ▽16:55 Weekly Recommend |
| 17    | 17:55 - 18:00 | Weekly Recommend                                                                                              | Weekly Recommend       | Weekly Recommend |
| 18    | 18:00 - 18:30 | 尾坂局長とたーなー先生の夢カナRADIO 〜夢の途〜                                                                | 18:00 - 18:55          | 大石吾朗 Premium G |
| 18    | 18:30 - 18:55 | 井上昌己のprecious moment                                                                                     | 18:00 - 18:55          | 大石吾朗 Premium G |
| 18    | 18:55 - 19:00 | 防災インフォメーション                                                                                        | 防災インフォメーション | 防災インフォメーション |
| 19    | 19:00 - 19:55 | 大塚商会Presents Kazuo Yoshida's BOSSA MANIA                                                                  | 19:00 - 19:55          | E-LOUNGE MUSIC PLACE |
| 19    | 19:55 - 20:00 | Weekly Recommend                                                                                              | Weekly Recommend       | Weekly Recommend |
| 20    | 20:00 - 20:55 | 牧山純子のサウンドマリーナ                                                                                    | 20:00 - 20:55          | PRESIDENT STATION TOKYO |
| 20    | 20:55 - 21:00 | Weekly Recommend                                                                                              | Weekly Recommend       | Weekly Recommend |
| 21    | 21:00 - 21:30 | プロボウラー 名和秋の海街レイディオ from 茅ヶ崎FM                                                             | 21:00 - 21:55          | Sound of Oasis〜GOOD PERSON〜 ※最終週は〜COOL SAKE〜                                                                                       |
| 21    | 21:30 - 21:55 | wacciのLIVE LIVE LIVE! from 仙台シティエフエム                                                                | 21:00 - 21:55          | Sound of Oasis〜GOOD PERSON〜 ※最終週は〜COOL SAKE〜                                                                                       |
| 21    | 21:55 - 22:00 | 防災インフォメーション                                                                                        | 防災インフォメーション | 防災インフォメーション |
| 22    | 22:00 - 22:55 | 【L】TABARU Love Emotion                                                                                      | 22:00 - 22:55          | 日本全国 石原まさし 『まさしのミュージックチャンプルー』                                                                                   |
| 22    | 22:55 - 23:00 | Weekly Recommend                                                                                              | Weekly Recommend       | Weekly Recommend |
| 23    | 23:00 - 23:55 | PROTO 〜プロトタイプから、オリジナルへ。〜                                                                    | 23:00 - 23:55          | Music Hot Flavor |
| 23    | 23:55 - 24:00 | Weekly Recommend                                                                                              | Weekly Recommend       | Weekly Recommend |
| 24    | 24:00 - 24:30 | I wish you success 〜明日への扉〜                                                                             | 24:00 - 25:00          | あかねサステナブル 〜サムライジングspecial                                                                                                 |
| 24    | 24:30 - 25:00 | ゲーム・BGM夜話 from ウルトラFM                                                                               | 24:00 - 25:00          | あかねサステナブル 〜サムライジングspecial                                                                                                 |
| 25    | 25:00 - 26:00 | 本牧ヤグチ from マリンFM                                                                                      | 25:00 - 25:30          | 吉祥寺アンリミテッド from むさしのFM |
| 25    | 25:00 - 26:00 | 本牧ヤグチ from マリンFM                                                                                      | 25:30 - 26:00          | バクホミのB.A.C Night!! |
| 26    | 26:00 - 27:00 | 湘南ベース | 26:00 - 27:00          | 大橋美加のNice 'N' Easyタイム |
| 27    | 27:00 - 28:00 | なべやかんのブヒブヒスパークタイム from FM世田谷                                                              | 27:00 - 28:00          | 真夜中の訪問者 |
| 28    | 28:00 - 29:00 | Power Up More Nippon                                                                                          | 28:00 - 28:30          | 花火の星 from FMはなび |
| 28    | 28:00 - 29:00 | Power Up More Nippon                                                                                          | 28:30 - 29:00          | 吉田メロディとステキな時間 from FMひたち                                                                                                   |

### ミュージックバード（音楽専門番組）
MUSIC BIRD for COMMUNITYでネットしているノンストップ音楽番組の一覧。放送された楽曲は、オンエア曲リストに掲載されている。
全曜日（祝日含む）
（5分）
- Weekly Recommend - ミュージックバードが厳選した楽曲を週替わりで放送。

（1時間）
平日（土曜早朝、祝日含む）
- リメンバー・ミュージック - 各年代の楽曲をノンストップを平日（月曜 - 金曜）に放送。
  - 邦楽 1970年  -  1980年代（17:00 - 17:55）
  - 邦楽 1990年代（18:00 - 18:30）
  - 邦楽 1990年  -  2000年代（09:00 - 09:55、12:00 - 12:55）
  - 邦楽 2000年代  -  最新曲（14:00 - 14:55、金曜日を除く）
  - 邦楽 2010年代  -  最新曲（08:00 - 08:55）
  - 洋楽 1970年  -  1980年代（11:00 - 11:55）
  - 洋楽 1990年  -  2000年代（10:00 - 10:55、13:00 - 13:55）

- Morning Stream （05:00 - 05:55）- 1970年代から1980年代の邦楽ヒット曲をシャッフルで送る音楽ゾーン。
  - （ジャンル：J-POP）

- JAZZ VOCALの夜 （火 - 金 03:00 - 04:00） - ジャズ・ボーカルを中心としたジャズの楽曲をシャッフルで送る音楽ゾーン。
  - （ジャンル：ジャズ）

- slow life, slow music （火 - 土 04:00 - 05:00） - 自然にゆったりと、音楽を楽しむ朝にぴったりな楽曲を、シャッフルで送る音楽ゾーン。
  - （ジャンル：ボサノバ、スムースジャズ、AOR等）

### Short Program
- 快適生活ラジオショッピング
- 防災・防犯インフォメーション

### Special Program
- KIZUNA Station

### 過去の放送番組
時間枠変更や一度放送を終了した後で再スタートした番組に関しては、放送終了時点で放送されていた曜日・時間枠に記載している。また、→がある番組はタイトル変更によるもの、⇒がある番組は同じ時間枠での後継番組の関係を意味する。コミュニティFM局制作の番組については、制作局のみで引き続き放送されている番組もある。
- 思い出の日本の歌
- 朝のカフェテラス
- ななえのキラキラモーニング
- WORLD POP NOW!
- シェレーンのMUSIC CROSSROAD→エイジアンスタンダード→CAN PARADISE
- 今夜は楽しまナイト
- 深夜枠
  - らじばんドットコム
  - 青春のポップス
- 平日午前枠
  - リンボウ先生の『謹訳 源氏物語』
- 平日午後枠
  - ロックグラフィティ→TOKYO St．Light City→TALKING DRAGON
  - ここは夜のどこか（制作局：FM世田谷）
- 平日深夜枠
  - J-HITS
  - MUSIC CONNECTION
- 月曜午前枠
  - ザッツ演歌テインメント
- 月曜午後枠
  - あたまたんさんポップ（制作局：FM軽井沢）
  - ブートレックレイディオ（制作局：エフエムしろいし With-S）
  - カズンのフレンズ・フォーエバー ⇒ 谷村有美のそれなりに+
  - GENEのROCK'N' ROLL PARADISE（制作局：FM Mot.Com）
  - ヤンバラー宮城のヤギの周波数
  - FM Otsu English Hour（製作局：FMおおつ）
  - ASJ Presents 建築家のアスリートたち
  - ココロ音ラジオ 和音（制作局：新居浜FM）
  - 風とシープス…ときどき、窪田友紀子
- 月曜深夜枠
  - Standard Time
  - 棚からひとつまみ（制作局：MID-FM761）
  - 佐々木秀実「生きてりゃいいさ」 ⇒ 反畑岡野の今夜も歌わナイト☆ ⇒ 新井栄一のピアノ・ノスタルジア ⇒ 露崎春女のNatural Woman
  - 日本を元気に!ちょーサトウヒロコ（制作局：エフエムゆーとぴあ）
  - YuumiのU Night Party
  - RED SHOES Presents RADIO69★TRIBE
- 火曜午後枠
  - まめなにラジオ〜まめで何よりラジオ〜（制作局：FMゆきぐに）
  - Smooth Night Cafe
  - アジキュー（制作局：FREE WAVE）
  - アヤカのMusic & Diary → 前田友紀のMUSIC & DIARY
  - song 4 anniversary
  - かぐせんのROCK THE NATION（制作局：しゅうなんFM）
  - 19からッつダイヤモンド!（制作局：FMからつ）[注釈 19]
  - 大井川・ふるさと夢浪漫（制作局：g-sky76.5）
  - SINGO'Sバンバン雑誌ショウ（制作局：BAN-BANラジオ）
  - 生ネコバニーのラヂオ ⇒ アツキヨのお江戸からおしょうしな（制作局：エフエムNCVおきたまGO!）
  - ごぞんじですか？PRP（制作局：エフエム太郎）
- 火曜深夜枠
  - CROSSOVER NIGHT
  - 華月祥&トミー富岡のWithSmall! ⇒ 来夢来人（制作局：FMからつ）
  - 拝、ボーズ/きくへんろ。（制作局：FMくらしき）
  - 南野やじの起死回生ナイト!!（制作局：レインボーFM）
  - メガトンロックンロールショウ（制作局：Radio momo）
  - 石井里佳レトロスタイル
  - けんちゃんちょっといい? ⇒ いなべ探訪（制作局：いなべエフエム）
  - るーりぃ♥みーなのuki ukiルミナス☆
  - 中村繪里子 キラとき☆
  - 大崎潔の歌謡日にプレイバック ⇒ Love Sounds ⇒ ビリー諸川のELVIS LIVES
  - 縁もゆかりもミュージック（制作局：NOAS FM）
  - いなべ探訪（制作局：いなべエフエム）
  - 田中彪 おしゃべりひょったん（制作局：FMふくろう）
  - Radio Star Audition
  - Midnight Comoesta（制作局：熊本シティエフエム）
  - しゃべんジャーズ（制作局：武蔵野エフエム）
- 水曜午後枠
  - BIG UP RADIO（制作局：FM826 SENSHU JOLLY FM）
  - ロック向上委員会
  - 八重山オーリタボーリ（制作局：FMいしがきサンサンラジオ）
  - 山本リンダのどうにもとまらNight ⇒ 永井龍雲〜旅・ふたたび
  - SATOSHOKO!ZM（サトショコイズム）（制作局：FMぱるるん）
  - 甲州財閥・甲斐の国を訪ねて ⇒ JukeBox Wednesday（制作局：エフエムふじやま）
  - Sportsグラデーション（制作局：ウメダFM Be Happy!789）
  - Music Book Café ⇒ サンプラザ中野くんのRunner2020
  - まだ水曜?!〜Still Wednesday
- 水曜深夜枠
  - アメリカン・ランドスケープ（制作局：エフエムたちかわ）
  - Harlem Groove（制作局：Ciao!）
  - メディアス・ステージ ⇒ 康成戸井のラジオな話（制作局：メディアスエフエム）
  - Gospel Radio Staion（制作局:SEA WAVE FMいわき）
  - のへのへらじお（制作局：カシオペアFM）
  - Music & More ⇒ TABARU Sweet & Soul[注釈 20] ⇒ 宮野寛子のComfortな時間
  - 5KIGENじゃナイト
  - Music Traveler ⇒ アカデミックウインズ エデュケーショナルトピックス（制作局：あづみ野エフエム）
  - 中村繁之と原すすむのGOKIGENじゃナイト
  - ヤマショウズ望月貴徳のグッドタイムミュージック（制作局：あづみ野エフエム）
  - ジミー入枝のですです〜ON MY MIND（制作局：FMさつませんだい）
  - 中村由利子のPiano Fantasy ⇒ ターンテーブルの夜
  - 喜多san's BAR ⇒ 山梨トップファン〜地元をもっと楽しく（制作局：エフエム八ヶ岳）
  - TEX & SUN FLOWER SEED「太陽のリズム」 ⇒ あのグラ深夜族〜オトナの放課後24時〜
  - 伊達孝時 歌って語る歌謡曲（制作局：fmさくだいら）
- 木曜午後枠
  - RADIO, Wired Live.（制作局：FM Haro!）
  - KING SIZE
  - sound beat
  - AisaのBedtime Story ⇒ New Day Rising ⇒ AsamiのMusic Box
  - 週刊 軽井沢レディオ・マガジン（制作局：FM軽井沢）
  - 名酒談義（制作局：メディアスエフエム）
  - 山岸信一のミュージックラウンドアバウト（制作局：FM TOTSUKA）
  - MILESTONE - Special（制作局：Radio Narita）
  - もっとつながるFM
- 木曜深夜枠
  - てやんでぃ!こぶJAでどうでぃ
  - MOONKSTYLE
  - MIDNIGHT BLUE
  - ミラクルナイト★ぱらだいす（制作局：喜多方シティエフエム）
  - アメリカン・ランドスケープ（制作局：エフエムたちかわ）
  - 茜沢ユメルの光ラウンジ
  - さくらFM音楽室（制作局：さくらFM）
  - Round Midnight ⇒ MUSIC LEGEND ⇒ 鼻毛★おやゆびプリンセスの「音・街」〜歌めぐり街めぐり〜 ⇒ MIDNIGHT BLUE ⇒ 澤田かおり Singer Song LadyOh!
  - Weekend Groovin’（制作局：RADIO LOVEAT）
  - ちえこのビッグショー（制作局：FMなばり（現・ads.FM））
  - YAN!YOUNG!!ミュージック☆アワー（制作局：スズカ・ヴォイスFM）
  -  classic ROCK 60's&70's → Classic ROCK 70's（制作局：エフエム世田谷）
  - #AO（ハッシュタグアオ）
  - Holos Music ⇒ トランス・ワールド・ミュージック・ウェイズ
  - タックイン三根のノリノリ!/オールウェイズ・オールディズ（制作局：RADIO SANQ）
  - 大崎潔の待夢摩神 ラジオ版
  - 70’ｓダイアリー（制作局：エフエム太郎）
  - 池袋交差点24時ラジオ版
  - とびベティのヨーソロー・アタック（制作局：エフエムいわき）
  - Echoes of Ishigaki
- 金曜午後枠
  - コーセーアンニュアージュトーク〜うら版〜
  - ストレンジ・デイズ・アワー
  - 早風美里のノスタルジック・モダン ⇒ 柴草玲のイヌラジ
  - Music Delivery（制作局：FREE WAVE）
  - 夏目ナナのキラキラ☆moonbow（制作局：FM千里）
  - 八ヶ岳プロムナード（制作局：エフエム八ヶ岳）
  - 小樽 おたるん おたるんるん ⇒ Otarunai-to ⇒ 小樽からこんばんは（制作局：FMおたる）
  - 森下怜可のPeachic Garden
  - おうちへ帰ろう
- 金曜深夜枠
  - ライブステーション
  - はいからシネマ音楽館
  - 安倍寧のThat's Entertainment
  - アーティスト・コレクション
  - SPアワー 名曲は時を越えて → SPアワー 名演は時を越えて
  - Night Flight café ⇒ Jazz In Applause
  - what a wonderful world〜物語と音楽が織り成すイメージの旅〜
  - 猫とキャベツと窪田友紀子
  - ミッドナイト・スクエア
  - 宝塚フライ・ミー・トゥー・ザ・ムーン〜今宵Barの片隅で（制作局：ハミングFM宝塚）
  - TsuikiAB Information Radio HOT SCRAMBLE（制作局：スターコーンエフエム）
  - トラットリア・アルプス（制作局：エフエム八ヶ岳）
  - 北条ふとしのニセモノのつどい（制作局：REDS WAVE）
  - Passage（制作局：調布FM）
  - Next-Colorz 川後陽菜の好いとっとラジオ[注釈 21] ⇒ The Killer Radio Show SAGADETH（制作局：FMからつ）
  - ごめんあそばせクラシック♪（制作局：NOAS FM）
  - Shingo's Radio Show Night Fever
- 土曜日
  - 懐かしの歌声
  - リラックスホリデー・ヒーリング
  - レッツプレイイングリッシュ
  - J-POPビッグアーティストスペシャル
  - ラッパ吹きの休日
  - 懐かしのフォーク&ニューミュージック→立川志らくの映画の王国
  - SOUND OF STAR CHANNEL→ミュージッククロスロード→SUNSET CAFE
  - 中川燿のイブニング・バード
  - モダンジャズAtoZ
  - デジパラ
  - ファンキーエッグス→アーティスト倶楽部〜今月の一押し→水野由加里の愛してないと→YUKARIとKAZUの愛してないと
  - あたりとしおのあたりきしゃかりき
  - 関谷真美のミッドナイトエンジェル
  - 和田智と中村周のネリチャギ
- 土曜午前枠
  - Lynxのちょこっとクラシック
  - ななえのキラキラサタデー
  - ベストセラーズチャンネル ⇒ Biz&Life Academy → ビジネスプロフェッショナル → Power Up Morning Saturday
  - 素晴らしき音楽仲間達 ⇒ 石塚恵子のおしゃべりモーニング ⇒ 桜と藍太郎のお目覚めサクランボ♪ ⇒ 小川もこ デリシャス・タイム
  - ユメル・にゃんたぶぅのカラフルCafé → ユメルのカラフルCafé ⇒ To My First Love〜新井栄一のピアノ・ノスタルジア ⇒ AsamiのPole Pole Saturday ⇒ しあわせの対話ラジオ 〜大住力のGive Happiness
  - 牛久からきらめくつながり、日本ワイン140年史〜ワイン発祥の地、日本遺産牛久シャトー〜（制作局：FMうしく うれしく放送）
  - Radio KZOO in honolulu "Hawaiian Breeze"
  - Radio Leaders
  - ジャズSPタイム
  - おはようサタデー
- 土曜午後枠
  - TAKA江川のデビュー期待度ランキング
  - 石塚恵子のSomething4 Saturday ⇒ ドリーム・ステーション ⇒ サタデー・オール・リクエスト
  - SPORTS & MUSIC PROGRAM 阿部宜祐のSplash Hit! ⇒ Smooth Jazz Paradise ⇒ Dear Lovingのラヂオ ⇒ カズンいずみの虹色ラジオ
  - お気楽ラジオ ⇒ THE LOOK OF JAZZ ⇒ 高野雲の快楽ジャズ通信〜What Is This Thing Called Jazz?
  - 松本敦子の音楽バール ⇒ Your Days Music
  - Cの力、Rの絆（制作局：メディアスエフエム）※月1回放送
  - ミニスカポリス レディオ
  - 下ヨシ子のあなたの流生命
  - 角川博の気ままなひととき
  - オープンキッチンのまかないラジオ ⇒ 小田純平の歌めぐり街めぐり → 鼻毛★まり子の「音・街」〜歌めぐり街めぐり〜
  - ピアノ・ワールド
  - キズナの温度 ⇒ 才能ブレイクRadio〜STAR DREAMER〜 ⇒ 藍太郎のおやすみサクランボ
  - MORISHINのラジオ始めました ⇒ 山本雅也・こころのふるさと → wagocoro presents ふるさとが聴こえる ⇒ エナジータイム
  - Music Sommelier〜Music Talk Cafe
  - Coast line（制作局：FMニライ）
  - ガレッジセールのガレッジパーリー!（制作局：FMいしがきサンサンラジオ）
  - アッカのあっかんべ〜
  - なべラジ〜土曜日の隠れ家 ⇒ 河口恭吾 ブートラジオ ⇒ 杏奈カフェ♪♪ ⇒ デュアルライフ・ジャーニー〜ライフシフトのススメ〜 ⇒ アーティスト・コレクション
  - 大崎潔の昭和歌謡にゾッコン!
  - 河西美紀 ReSET
  - ミューアのMUSIC LUNCH
  - 石田充孝BEST TIME BEST LIFE ⇒ Merci Merci Campus Queen Radio
  - 高嶺のなでしこのアイドル授業中!
  - 生島企画室Presents「カモン!エヴリバディ」[注釈 22]
- 土曜深夜枠
  - アクティブステーションBBS ⇒ Radio Magic NEXT ⇒ まほろばステーション
  - BEST ISHIDA presents 午前1時のシンデレラ ⇒ BEST ISHIDA presents 〜Time will kiss〜 カイロスの接吻
  - Rili.のドリームエンタメラボ
  - GOOD BYE APRIL 倉品翔のREMEMBERS（制作局：fmさくだいら）
  - やまがた愛の武将隊 傾聴出羽ラジオ んだず!（制作局：エフエムNCVおきたまGO!）-『地球のかたすみからRadio』との隔週放送
  - 地球のかたすみからRadio（制作局：エフエムNCVおきたまGO!）-『やまがた愛の武将隊 傾聴出羽ラジオ んだず!』との隔週放送
  - スリジエStyle（制作局：FMやまと）
  - きいやま商店のカッパチ!（制作局：FM石垣サンサンラジオ）
- 日曜日
  - さわやかサンデー
  - リラックスホリデー・ライトクラシック
  - ザ・ワールド・オブ・フォーク・ミュージック
  - 長嶋一茂トーキングスタジアム
  - 小西寛子のP-Kanストリート
  - KAYO-ENKA音楽館
  - SUNDAY アミューズメントスタジオ
  - アニメ・パラダイス（田村ゆかり）
  - アップロードナイト
  - ラブリーウェイ
- 日曜午前枠
  - 佐藤真理子のACT4 ⇒ サンデーズ・ブランチ
  - goody☆goody
  - サンデー・スペシャル・カウントダウン
  - 五木ひろしのとことん音楽堂 ⇒ クラシック・ブーケ ⇒ Enjoy! Beautiful Life
  - OYAKO STYLE ⇒ イサナギTaRO 地球と深呼吸 ⇒ JUNK-TION・感謝のポスト → 感謝のポスト ⇒ シネマ ストリート
  - ザ・ジェイドひすい色の時刻 ⇒ Pecoの「Vivid Life」
  - Hands two Hands〜bird Calling〜
  - Botanica -Grow&Glow-
  - 反畑誠一の音楽ミュージアム ⇒ ビリー諸川の昭和浪漫歌謡曲
  - Power Up Morning Sunday[注釈 23] ⇒ RAKUGO BANG!
  - 小山ジャネット愛子 Botanica
  - 上原善光のぐるっと360度
  - 杉田裕のHere Comes The Sun
- 日曜午後枠
  - 仲川ヨウのジャズ紳士録 ⇒ ROCK OF ALL AGES ⇒ マイネマイヌク Moonbow Café
  - リンボウ先生の歌の翼に ⇒ 昭和ヒットファイル ⇒ KATSUMI･ユメルのJump to the 90's
  - その時ビートが生まれた〜過去からの音ハガキ
  - ストレンジ・デイズ・アワー
  - T-FINE!（制作局：エフエム太郎）
  - あたりとしおのちょー、GENKI
  - ELVIS ALIVE!
  - Groove Factory ⇒ DREAM GATE ⇒ アトリFM〜あなたの夢工房ラジオ
  - 萩原音楽堂 ⇒ Feel at Heal ⇒ エキサイティング・アニメ ⇒ 天国を聴くラジオ〜Heaven's Radio
  - TWILIGHT EXPRESS ⇒ あたりとしおのアブレイズ・ユー〜輝くキミたちに ⇒ 爆笑スクランブル ⇒ 水元秀二郎のやるときゃやるぜ〜いたずらパラダイス ⇒ リリーズのキャプテンズ・レディオ
  - TRIP IN THE COUNTURY ⇒ Communication Design Lab〜望月衛介・音楽と広告
  - Pop up Sunday ⇒ 石塚恵子のSomething4 Sunday
  - フォーク魂・日本列島ど真ん中 ⇒ 響け!風林火山（制作局：エフエム甲府）
  - ベストヒット・コミュニティ
  - サンデー・フォーク・スクエア
  - 全日本フォーク道場
  - 大石吾朗プレミアム・タイム ⇒ おかげさま商会 → ラジオ2951
  - 宮本文昭の音楽、雑学、人生楽 ⇒ 大崎潔の昭和ポップス玉手箱 ⇒ JK's ROCK
  - Yell〜青春の応援歌〜
  - フォーク・スクランブル
  - Resort Winds〜from 軽井沢〜（制作局：FM軽井沢）
  - スーパー・ステーション! 城之内ミサのPeace of Mind ⇒ ProseccoDOC presents 平野早矢香 Salute! ⇒ サンクローバーpresents アコガレステーション
  - 天使のたまご
  - にちようび×ノーマル（制作局：FM軽井沢）
  - 立花裕人のジェンヌドリーム 空気の王様 ⇒ THE CITY POP ⇒ やっぱりイタリア好き
  - 渡辺真知子 現在・過去・未来
- 日曜深夜枠
  - CROSSOVER NIGHT ⇒ SUPER ARTIST CLUB
  - Standard Time
  - ラジオTravis
  - MOJO-MON MUSIC CLIMAX
  - infix 長友仍世のくるナイ ⇒ ACI東京レイヤーズKonatsuの「情報MAX」
  - ANIME RADIO ⇒ MR
  - トレジャーボトル ⇒ 週刊ラジオマガジン 高野育郎のエディター・デイズ
  - たりらーりー
  - The DATA ROOM ⇒ FlaPのポンコツ応援放奏局
  - 大好き日本♡蘭華の歌縁
  - 伊谷亜子の真夜中ごりごり気分 ⇒ The Essence of Music
  - 海蔵亮太のニューラジオ

## 放送終了したチャンネル

### ミュージックバード（PCM放送）
東経154度通信衛星「JCSAT-2A」を用いた衛星一般放送であった。非圧縮のBモードとその半分のビットレートで若干圧縮されたAモードがあった。2005年4月から、Bモードは7ch、8ch、Aモードは9ch、10ch、11ch、12ch、の合計10chとなった。番組はコミュニティ放送を行う放送事業者にも配信されていたが、2005年7月からコミュニティ放送向けチャンネルを含め、多くの番組がSPACE DiVAに移行した。

### BS BIRD
2000年に開始したBSデジタルラジオ放送。2004年に終了。

#### BS BIRD のチャンネルの一覧
論理チャンネル枠 - 31x
- 316ch - BS MUSIC BIRD → Blooming 316
- 317ch - BS CHINA → WORLD TOUR STATION 317
- 318ch - FLOWER WARE → B&M 318
- 319ch - Music Academy → OPERA MY SEAT

## その他
- 各地のコミュニティFM放送局の他、放送サービスを終了したモバHO!にも、かつて供給していた。
- サービスがスタートした当初はミニディスクへ録音（エアチェック）されることを想定したため、多くの番組の放送時間は74分であった。
- TOKYO FMのサイマル放送も行っている。当初はPCM CLUB1だったが現在はSPACE DiVA125chで放送中。過去にTOKYO FMの番組がMUSIC BIRD配信を受けるコミュニティFMでも流れるケースがあった（東九州コミュニティー放送）。
- ジャパンエフエムネットワーク制作、全国FM放送協議会（JFN）加盟局向けの番組がミュージックバードで流れることはないが、ミュージックバード制作の番組のうちTHE AUDIOチャンネルで放送されている『トランス・ワールド・ミュージック・ウェイズ』は30分番組として加盟局へネットされている（東京・静岡。番組自体は60分なので編集されている）。
- コミュニティFM放送局向けに、「ミュージックバードプレゼントステーション」を放送している。